# Даниловка (Мурашинський район)
Дани́ловка (рос. Даниловка) — присілок у складі Мурашинського району Кіровської області, Росія. Входить до складу Мурашинського сільського поселення.
Населення становить 254 особи (2010, 241 у 2002).
Національний склад станом на 2002 рік — росіяни 93 %.